# Felice Cavallotti

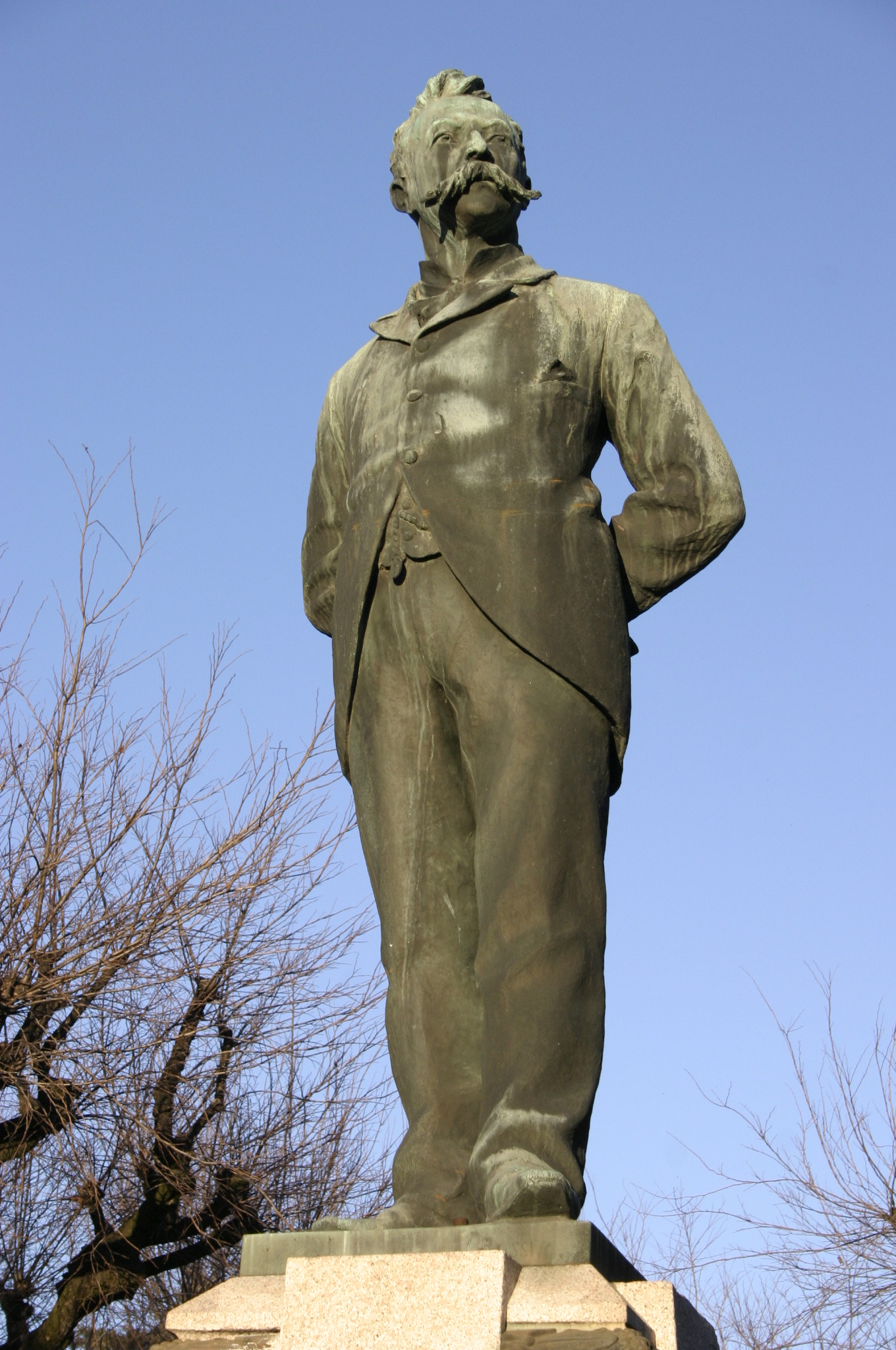
Staty av Felice Cavallotti i Verbania.

Felice Cavallotti, född 6 november 1842 och död 6 mars 1898, var en italiensk politiker och diktare.
Cavallotti kämpade tillsammans med Giuseppe Garibaldi på Sicilien 1860 och i Trentino 1866 och bistode med iver de kolerasjuka i Neapel 1884. Han skrev flera pjäser för teatern, som vann livligt bifall, däribland I pezzenti, La sposa di Ménecle, Il povero Piero, Il cantico dei cantici och La figlia di Jefta. Han debuterade som journalist i Alexandre Dumas d.ä.:s Indipendente i Neapel, och skrev senare i Gazzetta di Milano och Gazzettino roso. Han var deputerad från 1873, och ägande sina krafter åt den yttersta vänstern och vann stor popularitet. Han var en stor polemiker, och orsakade märkliga rättegångar, bland annat mot Francesco Crispi. Han deltog i oräkneliga dueller, och dog slutligen i en sådan.